# Wilma González Mendoza
Wilma González Mendoza (Palma, 24 de maig de 1984) és una model eròtica i actriu mallorquina.

## Biografia
Nasqué a Palma el 24 de maig de 1984, si bé va viure gairebé tota la seva infantesa entre Monòver (Alacant) i Madrid. Als 14 anys, s'apuntà a la seva primera escola i agència de models, on es va fer el seu primer book.
Amb 15 anys treballà en un programa de Telemadrid anomenat Números Rojos. Als 16 sortí en diversos spots publicitaris. El 2005 se traslladà a Xile i començà a treballar en el programa d'humor Morandé con compañía. L'any 2006, guanyà el concurs Chica Reef a la millor "colita" (és a dir, al millor cul), i arran d'això aconseguí treballs de model i presentadora de televisió en aquell país. També fou reportera al programa d'entretenimient Rec de Chilevisión.
L'any següent es convertí en Miss Playboy Espanya 2007, títol que la convertia en la representant nacional de la industria eròtica, aconseguint així un contracte a l'Argentina. Allà presentà 2 programes, El Mundo de Playboy i Diamond Profiles, i participà en 2 films eròtics: The Last Semester y Casino.
L'any 2009 fou portada en el suplement dominical del periòdic El Mundo. També concursà al reality show ''Supervivientes'', del que fou eliminada en la cinquena gala, amb un 86 % dels vots, després de romandre 6 setmanes en el concurs. Un cop que abandonà l'illa participà en la sèrie de Telencinco i La Siete "Becari@s" i, l'octubre del mateix any, fou portada de la revista Interviú.
El febrer de 2010, aparegué per tercer cop a la portada de la revista Primera Línea, la qual la havia triat arrel d'una enquesta del gener de 2009 sobre la noia més sexy d'Espanya l'any 2008.
L'any 2012 ingressà en el reality xilè del Canal 13 Mundos Opuestos, essent la 13a eliminada. Aquí conegué a Andrés Longton, amb qui començaria una relació sentimental. També començà a treballar com a locutora del programa Tacones Cercanos a la radio Píntame FM, a conduir el programa Súper Bueno (del canal privat, ViaX) i a fer d'animadora de set a Rompe, del mateix canal.
Després de sortir del reality "Mundos Opuestos" ingressà en un altre anomenat "Pareja Perfecta", juntament amb Andrés Longton. Després d'aquesta experiència la parella viuria moments molt durs arrel rels rumors que corrien d'un i de l'altre i que precipitaren la ruptura de la relació.
Fou portada de la revista Playboy en el seu quart número de la seva edició espanyola en el nadal de 2017.

## Televisió
| Any  | Programa                     | Rol                         | Canal       |
| ---- | ---------------------------- | --------------------------- | ----------- |
| 2000 | Números Rojos                | Participant                 | TeleMadrid  |
| 2006 | REC                          | Reportera                   | CHV         |
| 2007 | El Mundo de Playboy          | Presentadora                | Playboy TV  |
| 2007 | Diamond Profiles             | Presentadora                | Playboy TV  |
| 2008 | Primer Plano                 | Notera                      | CHV         |
| 2009 | Supervivientes               | Participant (5a expulsada)  | Telecinco   |
| 2012 | Mundos Opuestos              | Participant (13a eliminada) | Canal 13    |
| 2012 | Teatro en Chilevisión        | Actriu                      | CHV         |
| 2012 | Este programa es super bueno | Presentadora                | Via X       |
| 2012 | Rompe, Ritmos Urbanos        | Presentadora                | Via X       |
| 2012 | Pareja perfecta              | Participant (11a eliminada) | Canal 13    |
| 2013 | Los profesionales            | Panelista                   | La Red      |
| 2013 | Sin Dios ni late             | Convidada                   | Zona Latina |
| 2013 | Alfombra roja prime          | Convidada                   | Canal 13    |
| 2013 | Juga2                        | Participant                 | TVN         |
| 2013 | ¡Salta si puedes!            | Participant                 | CHV         |
| 2013 | Mentiras verdaderas          | Convidada                   | La Red      |
| 2014 | Juga2                        | Participant                 | TVN         |
| 2016 | La Divina Comida             | Participant amfitriona      | CHV         |

## Filmografia
| Any  | Sèrie/Pel·lícula        | Canal (es)             |
| ---- | ----------------------- | ---------------------- |
| 2007 | The Last Semester       | Playboy TV             |
| 2007 | Casino con Liset Feider | Playboy TV             |
| 2009 | Becarios                | Telecinco La Siete FDF |
| 2012 | Infieles                | Chilevision            |

## Ràdio
| Any  | Programa         | Rol          | Radio      |
| ---- | ---------------- | ------------ | ---------- |
| 2012 | Tacones Cercanos | Presentadora | Píntame FM |

## Transmissió en línia
| Any  | Programa                          | Rol          | Web          |
| ---- | --------------------------------- | ------------ | ------------ |
| 2013 | Gala 54º Festival de Viña del Mar | Comentarista | Glamorama.cl |